# Nati nel 1619
| Questa pagina contiene informazioni ricavate automaticamente dalle voci biografiche con l'ausilio del template Bio e di un bot. L'aggiornamento è periodico e automatico e ricostruisce completamente la pagina. Se manca una persona in questa lista, sei pregato di non aggiungerla, ma accertati piuttosto che la sua voce biografica contenga il template Bio e che i dati anagrafici siano correttamente compilati. Se il template Bio manca, inseriscilo tu stesso o, in alternativa, metti l'avviso {{tmp\|Bio}} che ne segnala la mancanza. Se i dati riportati sono sbagliati, correggi direttamente la voce biografica; le modifiche saranno visibili in questa lista entro pochi giorni. Per chiarimenti vedi il progetto biografie. La lista contiene solo le 85 persone che sono citate nell'enciclopedia e per le quali è stato implementato correttamente il template Bio. Pagina aggiornata al 10 mag 2025. |

## Gennaio(4)
- 6 gennaio - Gebhard XXV von Alvensleben, poeta tedesco († 1681)
- 10 gennaio - Philip Sidney, III conte di Leicester, nobile e politico inglese († 1698)
- 19 gennaio - Johann Caspar von Ampringen, principe († 1684)
- 30 gennaio - Michelangelo Ricci, cardinale e matematico italiano († 1682)

## Febbraio(4)
- 19 febbraio - Giulio Cesare Arresti, musicista italiano († 1701)
- 24 febbraio - Charles Le Brun, pittore e decoratore francese († 1690)
- 26 febbraio - Francesco Morosini, doge († 1694)
- 28 febbraio - Giuseppe Felice Tosi, compositore e organista italiano († 1693)

## Marzo(5)
- 2 marzo - Marcantonio Giustinian, doge († 1688)
- 6 marzo - Pietro Valentini, vescovo cattolico italiano († 1687)
- 6 marzo - Savinien Cyrano de Bergerac, filosofo, scrittore e drammaturgo francese († 1655)
- 20 marzo - Giorgio Alberto di Brandeburgo-Kulmbach, nobile tedesco († 1666)
- 28 marzo - Maurizio di Sassonia-Zeitz, nobile tedesco († 1681)

## Aprile(5)
- 1º aprile - Bedřich Bridel, scrittore, poeta e missionario ceco († 1680)
- 2 aprile - Anna Sofia del Palatinato-Zweibrücken-Birkenfeld, religiosa tedesca († 1680)
- 2 aprile - Onofrio Gabrieli, pittore italiano († 1706)
- 3 aprile - Giovanni Domenico Ferrucci, pittore italiano
- 21 aprile - Jan van Riebeeck, esploratore olandese († 1677)

## Maggio(1)
- 24 maggio - Philips Wouwerman, pittore e disegnatore olandese († 1668)

## Giugno(6)
- 7 giugno - Marcello Santacroce, cardinale e vescovo cattolico italiano († 1674)
- 7 giugno - Paulus Voet, filosofo e giurista olandese († 1667)
- 23 giugno - Domenico Falce, pittore italiano († 1697)
- 24 giugno - Giovanni Galeazzo Bossi, nobile e politico italiano († 1684)
- 28 giugno - Pier Francesco Silvani, architetto italiano († 1685)
- 28 giugno - Alfonso Álvarez Barba Ossorio, arcivescovo cattolico spagnolo († 1688)

## Luglio(1)
- 1º luglio - Peter Philipp von Dernbach, vescovo cattolico tedesco († 1683)

## Agosto(9)
- 7 agosto - Anna Caterina Vasa, principessa svedese († 1651)
- 15 agosto - Francesco Maria Farnese, cardinale italiano († 1647)
- 15 agosto - Hubertus Quellinus, incisore e artista belga († 1687)
- 24 agosto - Johann Rosenmüller, compositore tedesco († 1684)
- 24 agosto - Albrecht von Sinzendorf, nobile e politico austriaco († 1683)
- 25 agosto - Gianfrancesco Maria de' Medici, nobile italiano († 1689)
- 28 agosto - Anna Genoveffa di Borbone-Condé, principessa francese († 1679)
- 28 agosto - Louis Thomassin, religioso e teologo francese († 1695)
- 29 agosto - Jean-Baptiste Colbert, politico e economista francese († 1683)

## Settembre(3)
- 10 settembre - Jacob Hustaert, politico olandese († 1665)
- 12 settembre - Giacomo Lubrano, gesuita, poeta e scrittore italiano († 1693)
- 20 settembre - Sofia Elisabetta di Schleswig-Holstein, contessa danese († 1657)

## Ottobre(9)
- 2 ottobre - Gédéon Tallemant des Réaux, scrittore e poeta francese († 1692)
- 7 ottobre - Wang Fuzhi, filosofo cinese († 1692)
- 8 ottobre - Philipp von Zesen, poeta e scrittore tedesco († 1698)
- 10 ottobre - Elisabetta Sofia di Sassonia-Altenburg, nobile tedesca († 1680)
- 12 ottobre - Carlo Roberto Dati, filologo e scienziato italiano († 1676)
- 18 ottobre - Jean Armand de Maillé, ammiraglio e nobile francese († 1646)
- 19 ottobre - Amato Danio, giurista italiano († 1705)
- 19 ottobre - Ignazio Moncada, nobile e politico italiano († 1689)
- 27 ottobre - Federico Luigi del Palatinato-Zweibrücken, nobile tedesco († 1681)

## Novembre(3)
- 3 novembre - Willem Kalf, pittore olandese († 1693)
- 5 novembre - Philips Koninck, pittore olandese († 1688)
- 14 novembre - Thomas Howard, III conte di Berkshire, nobile e politico inglese († 1706)

## Dicembre(3)
- 17 dicembre - Ruperto del Palatinato, generale e ammiraglio tedesco († 1682)
- 28 dicembre - Antoine Furetière, abate e scrittore francese († 1688)
- 31 dicembre - Silvestro Mauro, gesuita, teologo e filosofo italiano († 1687)

## Senza giorno specificato(32)
- Anders Bording, scrittore danese († 1677)
- Francesco Boschi, pittore e presbitero italiano († 1675)
- Giovanni Battista Botticchio, pittore italiano († 1666)
- Giuseppe Branciforte, nobile e politico italiano († 1675)
- Deifebo Burbarini, pittore italiano († 1680)
- Giovanni Andrea Casella, pittore svizzero
- Charles Cecil, visconte Cranborne, nobile e politico britannico († 1660)
- Elizabeth Cecil, nobildonna inglese († 1689)
- William Chamberlayne, poeta inglese († 1679)
- Samuel Collins, medico e saggista inglese († 1670)
- Nathaniel Culverwel, filosofo e teologo inglese († 1651)
- Giuseppe Eusanio, vescovo cattolico italiano († 1692)
- André Félibien, architetto e storico francese († 1695)
- Francisco Fernández de la Cueva, ufficiale spagnolo († 1676)
- Willem Gabron, pittore fiammingo († 1678)
- Marco Gallio, cardinale e vescovo cattolico italiano († 1683)
- Jan Hendrik Glazemaker, traduttore olandese († 1682)
- Gu Hengbo, poetessa e pittrice cinese († 1664)
- Sebastián Herrera Barnuevo, pittore, architetto e scultore spagnolo († 1671)
- Salom Italia, disegnatore e incisore italiano
- John Lambert, generale e politico inglese († 1684)
- Francis Lodwick, linguista e mercante olandese († 1694)
- Emilio Luci, funzionario e giurista italiano († 1699)
- Philippe de Montaut-Bénac de Navailles, ammiraglio francese († 1684)
- Giuseppe Nuvolone, pittore italiano († 1703)
- Adrien Parvilliers, gesuita, arabista e missionario francese († 1678)
- Charles Rich, IV Conte di Warwick, nobile britannico († 1673)
- Jacobus Stainer, liutaio austriaco († 1683)
- Ferdinando Tacca, scultore italiano († 1686)
- Jan Victors, pittore olandese († 1676)
- Henri d'Aramitz, abate, militare e agente segreto francese
- Guillén Ramón de Moncada y Castro, nobile, militare e politico spagnolo († 1670)